# Matisia lecythicarpa
Matisia lecythicarpa är en malvaväxtart som beskrevs av Adolpho Ducke. Matisia lecythicarpa ingår i släktet Matisia och familjen malvaväxter. Inga underarter finns listade i Catalogue of Life.